# Atylotus leitonis
Atylotus leitonis är en tvåvingeart som beskrevs av Travassos Dias 1966. Atylotus leitonis ingår i släktet Atylotus och familjen bromsar.
Artens utbredningsområde är Moçambique. Inga underarter finns listade i Catalogue of Life.